# Джеймс Сомервілль
Джеймс Фаунс Сомервілль (англ. James Fownes Somerville; нар. 17 липня 1882 Вейбридж, Суррей — пом. 19 березня 1949, Сомерсет) — британський воєначальник, адмірал флоту Королівського військово-морського флоту Великої Британії, учасник Першої та Другої світових воєн. Брав активну участь у битвах та боях у Середземному морі, грав ключову роль у нападі на французький флоту у Мерс-ель-Кебір, переслідуванні та знищенні німецького лінкора «Бісмарк». Командував З'єднанням Н, Східним флотом в Індійському та Тихому океанах.

## Біографія
Військова кар'єра
- 1897 — кадет ВМС
- 15 червня 1898 — мічман
- 15 грудня 1901 — суб-лейтенант
- 15 березня 1904 — лейтенант
- 15 березня 1912 — лейтенант-командер
- 31 грудня 1915 — командер
- 31 грудня 1921 — капітан
- 14 жовтня 1932 — комодор
- 12 жовтня 1933 — контрадмірал
- 11 вересня 1937 — віцеадмірал
- 6 квітня 1942 — адмірал
- 8 травня 1945 — адмірал флоту

### Ранні роки, початок служби
Джеймс Фаунс Сомервілль народився 17 липня 1882 року у Вейбриджі, в графстві Суррей, другою дитиною в аристократичній родині Артура Фаунс та Еллен Сомервілль. Батько майбутнього адмірала був баррістером у Веллсі, в Сомерсеті. Серед його далеких родичів були віцеадмірал С. Худ та адмірал С. Худ.
15 січня 1897 року Джеймс Сомервілль поступив на військово-морську службу кадетом на навчальний вітрильник «Британія», згодом переведений мічманом на бронепалубний крейсер «Роял Артур» на Флоті Каналу, а ще пізніше на крейсері «Ворспайт» на Тихоокеанській Станції.
15 грудня 1901 року йому присвоєне перше офіцерське звання суб-лейтенант, а 15 березня 1904 року він підвищений у лейтенанти флоту і відряджений для подальшого проходження служби на панцерний крейсер «Сатледж» на Китайській станції.

### Перша світова
На початок Великої війни лейтенант-командер Д.Сомервілль проходив службу офіцером-радіотелеграфістом на найсучаснішому лінійному кораблі «Мальборо» Великого Флоту, пізніше перебував на аналогічних посадах фахівця радіотелеграфного зв'язку на лінкорах «Квін Елізабет», «Інфлексібл» та крейсері «Чатем» на Середземноморському флоті Британської імперії.
На крейсері «Чатем» молодий офіцер узяв активну участь у проведенні Галліполійської кампанії з висадки морського десанту союзників на узбережжя протоки Дарданелл в Османській імперії. 31 грудня 1915 року за проявлені мужність, старанність і звитягу під час ведення морської операції його підвищили у командери та 14 березня 1916 року удостоїли ордену «За видатні заслуги».
У січні 1917 року Дж. Сомервілля призначили на лінійний корабель «Кінг Георг V» на Великого Флоті. Наприкінці того ж року офіцер відряджений на навчання до школи зв'язківців у Портсмуті, де він залишався до кінця війни.

### Міжвоєнний час
Після завершення війни командер Дж. Сомервілль залишився на флоті й в березні 1920 року отримав призначення на посаду начальника штабу лінкора «Аякс», а згодом призначений на таку ж посаду на лінійний корабель «Емперор оф Індіа».
31 грудня 1921 року він став капітаном і на початку 1922 року переведений до Адміралтейства заступником директора зв'язку флоту. У серпні 1922 року Дж. Сомервілль повернувся до бойових частин і вперше став командиром лінкора «Бенбоу», який очолював 4-ту бойову ескадру флоту — флагманського корабля контрадмірала Дж. Келлі. У лютому 1925 року його призначено директором департаменту зв'язку Королівського флоту, а на початку 1927 він знову очолив флагманський корабель адмірала Дж. Келлі, цього разу лідера 1-ї бойової ескадри флоту — лінкора «Ворспайт», а після того, як він потрапив на непозначену на картах скелю в Егейському морі — лінкора «Барем».
1929 Сомервілль поступив на навчання до Імперського коледжу оборони, по завершенні якого у грудні 1931 році отримав призначення на посаду командира крейсера «Норфолк». 14 жовтня 1932 року він став комодором, а 12 жовтня 1933 року отримав звання контрадмірала й у травні 1934 року призначений директором управління персоналу Адміралтейства.
З березня 1936 року брав активну участь у Громадянській війні в Іспанії, очолюючи угруповання есмінців Середземноморського флоту, яке підтримувало захисників Майорки від республіканців. 11 вересня 1937 року підвищений у віцеадмірали й призначений командувачем Ост-Індської станції з прапором на крейсері «Норфолк».
31 липня 1939 року звільнився з лав збройних сил через захворювання на туберкульоз. 8 червня 1939 року став лицарем ордену Лазні.

### Друга світова війна
З початок Другої світової війни віцеадмірал Дж. Сомервілль був знову викликаний на службу і виконував спеціальні завдання на замовлення Британського адміралтейства, зокрема особисто брав участь у розробці нового радара для потреб флоту. У травні 1940 року, коли британська армія опинилась на грані нищівного розгрому на полях Франції, активно діяв під проводом адмірала сера Б.Рамсея, організовуючи евакуацію Британського експедиційного корпусу з Дюнкерка.

#### Середземне море
11 липня 1940 року призначений командувачем З'єднання Н з базуванням в Гібралтарі, його флагманським кораблем став лінійний крейсер «Худ».
Після капітуляції Франції нацистській Німеччині 22 червня 1940 року, прем'єр-міністр Великої Британії В.Черчилль віддав наказ Д.Сомервіллю підготувати З'єднання Н до нейтралізації загрози в особі французького флоту, який дислокувався в Мерс-ель-Кебір, у Французькому Алжирі. Британський уряд вважав, що у Німеччини буде можливість захопити французькі кораблі, і тому вирішив провести операцію з нейтралізації французького флоту, яка отримала кодову назву операція «Катапульта».
Спроба британських адміралів дійти угоди з французькими колегами та отримати гарантії неучасті французьких бойових кораблів у конфлікті, французькі адмірали відповіли, що будуть підкорятися наказам французького уряду й адмірала Дарлана зокрема, й відкинули будь-які пропозиції про можливий перехід французьких кораблів під британське командування.
Хоча в приватних розмовах Дж. Сомервілль запевняв, що такий напад буде помилкою, як людина сугубо військова, він виконав наказ. 3 липня 1940 року британські бойові кораблі атакували колишніх товаришів у війні та спричинили колосальних збитків кораблям французького флоту, потопивши лінійний корабель «Бретань». Офіційні втрати французів становили 1 297 чоловіків. Найбільших втрат зазнали екіпажі «Дюнкерка» й «Бретані».
У серпні 1940 року командувач З'єднання Н переніс свій прапор на лінійний крейсер «Рінаун» на чолі якого у листопаді того ж року виграв морську битву проти італійського флоту поблизу мису Спартівенто. В.Черчилль був розлючений тим, що Дж. Сомервілль не віддав наказ на переслідування флоту противника й розпорядився, щоб адмірал флоту В. Бойл провів на місці розслідування обставин. Голова комісії, вивчивши стан справ на місці, дав чіткий висновок, що командувач з'єднання діяв адекватно до обстановки, що склалась після бою.
9 лютого 1941 року з'єднання H провело обстріл італійських позицій у Генуї. У травні, віцеадмірал Дж. Сомервілль на флагманському кораблі — авіаносці «Арк Роял» — зіграв одну з ключових ролей у переслідуванні та знищенні німецького рейдера лінкора «Бісмарк» в Атлантичному океані.
З серпні 1941 року флагманським кораблем командувача став лінійний корабель «Нельсон», з борту якого Дж. Сомервілль особисто керував веденням морських операцій у західному Середземномор'ї, у забезпеченні оборони Мальти, в особливості восени 1941 року.

#### Індійський океан
У березні 1942 року Дж. Сомервілля призначили командувачем Східним флотом з флагманом на лінкорі «Ворспайт», а 6 квітня 1942 року йому присвоєне звання повного адмірала. Через падіння Сінгапуру, командувач віддав наказ на переміщення штаб-квартири флоту з Тринкомалі на Цейлоні до бухти Кіліндіні поблизу Момбаси у Кенії.
З 31 березня по 10 квітня 1942 року 1-ше авіаносне ударне з'єднання Імперського флоту Японії під командуванням віцеадмірала Тюїті Наґумо з метою знищення та виведення з ладу військово-морських баз союзників та порушення систем морських комунікацій в акваторії Індійського океану провело зухвалий рейд. Результатами атаки японського флоту для британців стали колосальні збитки, вони втратили один авіаносець, два крейсери, два есмінці, корвет, допоміжний крейсер, п'ять інших кораблів і суден і 45 літаків.
До весни 1944 року британський флот зміг наростити свій бойовий потенціал, Східний флот поповнився новітніми зразками бойових кораблів і незабаром Дж. Сомервілль перейшов у рішучий наступ. Британська палубна авіація завдала низку ударів по японських стратегічних об'єктах на окупованих островах Голландської Ост-Індії. Вони включали повітряні удари по Сабангу у квітні та липні 1944, по Сурабаї у травні 1944 року.
22 серпня 1944 року адмірал отримав нагороду — Великий хрест ордену Лазні.
У жовтні 1944 року Дж. Сомервілля визначили очолити військово-морську делегацію до Вашингтону для переговорів з американцями. Навдивовижу для усіх він легко впорався з цим надскладним та непритаманним для нього завданням, особливо усіх вразило його вміння налагодити контакт з відомим англофобом та дратівним і різким на висловлювання керівником військово-морськими операціями ВМС США адміралом Е.Кінгом.
8 травня 1945 року адміралу Джеймсу Сомервіллю присвоєне вище звання в Королівському флоті — адмірал флоту, а 1 січня 1946 року він став лицарем Великого хреста ордену Британської імперії.
У серпні 1946 року він звільнився з лав британського флоту. Займав різні чільні посади. Жив з родиною у Діндер-Хаусі, в графстві Сомерсет до своєї смерті 19 березня 1949 року від коронаротромбозу.